# Eugen Wacker
Eugen Wacker (Russisch: Евгений Ваккер; Kirn (Duitsland), 18 april 1974) is een Kirgizisch wielrenner. Hij was prof van 2000 tot 2012. Wacker was de eerste inwoner van Kirgizië die profrenner werd. Op de Aziatische Spelen in 2006 behaalde hij zilver bij het tijdrijden. Hij vertegenwoordigde zijn vaderland driemaal bij de Olympische Spelen: in 1996, 2000 en 2004.
Op 13 april 2017 maakte de UCI bekend dat Wacker bij een dopingcontrole positief heeft getest op het middel Meldonium. Na zijn schorsing keerde hij niet meer terug als professionele wielrenner.

## Erelijst
2000
Eindklassement Herald Sun Tour
2001
1e etappe Ronde van Beauce
12e etappe Herald Sun Tour (TTT)
Szlakiem Grodòw Piastowskich
2002
6e etappe Vredeskoers (TTT)
 Kirgizisch kampioen op de weg tijdrijden
 Kirgizisch kampioen op de weg
2003
 Kirgizisch kampioen op de weg
 Kirgizisch kampioen tijdrijden
 Wereldkampioen tijdrijden, B
2004
 Kirgizisch kampioen op de weg
2006
 Aziatische Spelen 2006, tijdrit
2007
 Aziatisch kampioen tijdrijden
 Wereldkampioenschap tijdrijden, B
 Kirgizisch kampioen op de weg
 Kirgizisch kampioen tijdrijden
2008
 Kirgizisch kampioen op de weg
 Kirgizisch kampioen tijdrijden
2009
 Kirgizisch kampioen op de weg
 Kirgizisch kampioen tijdrijden
2010
 Aziatisch kampioenschap tijdrijden
 Kirgizisch kampioen op de weg
 Kirgizisch kampioen tijdrijden
2011
 Aziatisch kampioen tijdrijden
 Kirgizisch kampioen op de weg
 Kirgizisch kampioen tijdrijden
2012
 Aziatisch kampioen tijdrijden
2013
 Kirgizisch kampioen op de weg
 Aziatisch kampioenschap tijdrijden
2014
 Aziatisch kampioenschap tijdrijden
2015
 Kirgizisch kampioen op de weg
 Kirgizisch kampioen tijdrijden

## Ploegen
- 1999 –  Leonardo-Coast
- 2000 –  Mróz-Supradyn Witaminy
- 2001 –  Mróz-Supradyn Witaminy
- 2002 –  Mróz-Supradyn Witaminy
- 2003 –  Team Vermarc Sportswear (v.a. 17 april)
- 2004 –  Action-ATI
- 2005 –  Cycling Team Capec
- 2009 –  Azad University Iran
- 2010 –  Giant Asia Racing Team
- 2011 –  Letua Cycling Team
- 2012 –  Uzbekistan Suren Team (v.a. 1 april)
- 2013 –  Qinghai Tianyoude Cycling Team
- 2014 –  Start-Trigon Cycling Team
- 2015 –  Kuwait Cycling Project
- 2017 –  Massi-Kuwait Cycling Project

Andrejev · Baigoedinov · Bazajev · Boesjanski · Chernisjov · Dyaçenko · Dymovskikh · Iglinski · Kolesov · Maksimov · Mizoerov · Sjestakov · Vdovinov · Wacker · Yoeda · Zverok
Allard · Bueken · Busk · Caseny · Castillo · van Eerd · Frazer · Gálviz · Iparragirre · Miño · Mora · Niño · Pria · Riveros · dos Santos · Sarmiento · Ulloa · Wacker · Samuel (stagiair)